# Clémence de Grandval
Maria-Félicie-Clémence de Reiset, viscontessa de Grandval (Saint-Rémy-des-Monts, 21 gennaio 1828 – Parigi, 15 gennaio 1907) è stata una pianista e compositrice francese.

## Biografia
Quarta e ultima figlia del barone de Reiset e Louise Adèle du Temple de Mésières, nacque al castello di Cour du Bois nel 1828 e studiò musica con Friedrich von Flotow e Camille Saint-Saëns, pianoforte con Fryderyk Chopin e canto con Laure Cynthie Damoreau. Nel 1851 sposò il visconte Charles Grégoire Amable Enlart de Grandval, di quindici anni più maturo, con cui ebbe le figlie Thérèse e Isabelle, morta durante l'infanzia. A causa della sua elevata posizione sociale pubblicò la gran parte delle sue composizioni sotto pseudonimi, quali "Caroline Blangy", "Clémence Valgrand", "Maria Felicita de Reiset" e "Maria Reiset de Tesier".
Tra il 1859 e il 1898 fu autrice di nove opere liriche e nel 1880 vinse il Prix Rossini insieme al librettista Paul Collin per La Fille de Jaïre. Durante gli anni 1870 occupò una posizione di rilievo nella Société Nationale de Musique. Collaborò con librettisti di primo piano, tra cui Michel Carré, Henri Meilhac, Georges Hartmann, Charles Grandmougin e Louis Gallet. Fu anche prolifica autrice di musica sacra e la sua composizione più popolare fu uno Stabat Mater portato al debutto a Parigi nel 1870. Nel 1890 vinse il Prix Chartier per la sua musica da camera. La sua ultima opera, Mazzeppa, fu portata al debutto al Grand Théâtre de Bordeaux nel 1892 e riproposta al teatro nella stagione successiva a causa del grande successo di pubblico. 
Morì nell'VIII arrondissement di Parigi nel 1907 all'età di 78 anni.